# Ass Back Home
Ass Back Home é uma canção do grupo norte-americano Gym Class Heroes com a participação da cantora Neon Hitch, está presente no álbum The Papercut Chronicles II. Foi lançado em 1 de novembro de 2011 na Nova Zelândia.

## Videoclipe
Um vídeo com a letra música foi disponibilizado no YouTube em 31 de outubro de 2011 para acompanhar o lançamento de "Ass Back Home", em um comprimento total de três minutos e quarenta e quatro segundos. O videoclipe oficial da canção, dirigido por Dugan O' Neal foi, então, disponibilizados em 09 de dezembro de 2011 acumulando-mais de nove milhões de visualizações a partir de 25 de fevereiro de 2012. O vídeo da música apresenta Neon Hitch como a namorada de Travie McCoy. Mostra cenas dele eo resto da banda na estrada e em turnê mostrando também clips de Neon Hitch em casa e triste sem Travie. No final Travie volta para casa e abraça Neon Hitch.

## Lista de Faixas
| Digital download |                                        |         |  |
| N.º              | Título                                 | Duração |  |
| 1.               | "Ass Back Home" (featuring Neon Hitch) | 3:42    |  |

| Digital EP |                                                               |         |  |
| N.º        | Título                                                        | Duração |  |
| 1.         | "Ass Back Home" (featuring Neon Hitch)                        | 3:42    |  |
| 2.         | "Ass Back Home" (featuring Neon Hitch (Black Cards Remix))    | 5:12    |  |
| 3.         | "Ass Back Home" (featuring Neon Hitch (Ken Loi Extended Mix)) | 3:10    |  |

## Desempenho Comercial
| Parada (2012)                          | Melhor posição |
| -------------------------------------- | -------------- |
| Austrália - (Australian Singles Chart) | 1              |
| Bélgica - (Ultratip - Flanders)        | 59             |
| Bélgica - (Ultratip - Vallonia)        | 15             |
| Bulgária - (Bulgaria Top 40)           | 16             |
| Canadá - (Canadian Hot 100)            | 24             |
| Estados Unidos - (Billboard Hot 100)   | 12             |
| Estados Unidos - (Pop Songs)           | 5              |
| Estados Unidos - (Digital Songs)       | 8              |
| Estados Unidos - (Radio Songs)         | 8              |
| Irlanda - (Irish Singles Chart)        | 10             |
| Nova Zelândia - (Top 40 Singles)       | 11             |
| Noruega - (Norwegian Singles Chart)    | 15             |
| Países Baixos - (Mega Charts)          | 81             |
| Reino Unido - (UK Singles Chart)       | 9              |

| País           | Associação | Certificação | Vendas     |
| -------------- | ---------- | ------------ | ---------- |
| Austrália      | ARIA       | 2× Platina   | 140,000+   |
| Estados Unidos | RIAA       | Platina      | 1,000,000+ |
| Nova Zelândia  | RIANZ      | Platina      | 15,000+    |